# Godtemplaredricka
Godtemplaredricka (efter godtemplare), även kallad GT-dricka, är en alkoholfri dryck med flädersmak. Varumärket ägs av IOGT-NTO och drycken tillverkas numera av Herrljunga Drycker.
Den nutida produktionen av Godtemplaredricka inleddes 1994, och leverantör var inledningsvis Trensums musteri i Tingsryd.
Drycker med namnet Godtemplaredricka har även producerats tidigare i Sverige. Efter att det visade sig att S/S Freja af Fryken, som förliste 1896 och bärgades 1994, hade fått leverans av Godtemplaredricka (för 10 öre per liter) byttes motivet på etiketten till en bild av S/S Freja.